# Yitzchak Yedidya Frankel
Yitzchak Yedidya Frankel (27 octobre 1913, Pologne-6 septembre 1986, Tel Aviv, Israël) est un rabbin israélien originaire de Pologne, Grand-rabbin de Tel Aviv de 1973 à 1986. Il est le beau-père de l'ancien Grand-rabbin d'Israël Israel Meir Lau et le grand-père maternel du Grand-rabbin d'Israël David Lau.

## Éléments biographiques
Yitzchak Yedidya Frankel est né à Łęczyca (Lunchitz) en Pologne, le 27 octobre 1913.

### Grand-rabbin de Tel Aviv
Yitzchak Yedidia Frankel est le Grand-rabbin de Tel Aviv de 1973 à 1986,,,,. C'est son gendre, le Grand-rabbin Israel Meir Lau qui lui succède.

## Œuvres
- (he) Sefer Lintchitz, Tel Aviv, 1953

## Honneurs
- Une rue de Tel Aviv est nommée Yedidia Frenkel Street en son honneur[8].